# Vedran Kjosevski
Vedran Kjosevski (IPA: [ʋědran kjǒseʋski]; Veles, 22 maggio 1995) è un calciatore bosniaco, portiere dello Struga.

## Carriera

### Club
Arrivato in Bosnia ed Erzegovina con i suoi genitori per andare a vivere a Sarajevo, 2 anni dopo si è iscritto in una scuola calcio locale e nel 2005 durante un torneo locale viene prelevato dal Željezničar per 100.000 euro, squadra della quale è sempre stato tifoso. Nel vivaio del Željo dal 2008 al 2013, gioca sempre con i ragazzi più grandi di lui, dapprima negli Under-15, poi negli Under-17 e infine nella formazione Under-19. Firma il suo primo contratto da professionista il 28 maggio 2013 fino alla fine della stagione successiva.
Ha fatto il suo debutto tra i professionisti il 29 marzo seguente, all'età di 18 anni, in occasione della partita contro il Leotar. Nelle stagioni successive, Kjosevski ha faticato a diventare il portiere di prima scelta, riuscendo infine ad assicurarsi quel posto nel 2016. Il 14 agosto 2017 ha firmato un nuovo contratto triennale con il club.
Il 7 aprile 2018 è riuscito a segnare un gol, nella partita contro il Široki Brijeg, facendo guadagnare alla sua squadra un punto nella partita. Più tardi in quella stagione, Kjosevski vinse il suo primo trofeo con la squadra battendo il Krupa nella finale della Coppa di Bosnia.
Nel luglio 2018, Kjosevski fu nominato come capitano del club. Alcuni mesi dopo fu spogliato da ruolo di capitano e sospeso dal club a causa della violazione della disciplina del club. Poco dopo la sospensione è stata revocata, ma Kjosevski non ha recuperato la fascia da capitano quando il compagno di squadra Sulejman Krpić è stato nominato nuovo capitano.
Nell'aprile 2019, dopo una scarsa prestazione nelle partite del Željezničar, Kjosevski ha perso il ruolo di primo portiere, diventando il portiere di seconda scelta dopo che Irfan Fejzić diventò il primo portiere del club.

### Nazionale
Vedran Kjosevski ha superato tutte le selezioni giovanili della nazionale. Dopo l'infortunio di Jasmin Burić, nel marzo 2018, il selezionatore Robert Prosinečki ha inviato la prima chiamata a Kjosevski nella squadra Nazionale A. Da allora, Vedran è un giocatore standard nelle riunioni della squadra senior.

## Statistiche

### Presenze e reti nei club
| Stagione        | Squadra         | Campionato      | Campionato | Campionato | Coppe nazionali | Coppe nazionali | Coppe nazionali | Coppe continentali | Coppe continentali | Coppe continentali | Altre coppe | Altre coppe | Altre coppe | Totale | Totale | Totale |
| Stagione        | Squadra         | Comp            | Pres       | Reti       | Comp            | Pres            | Reti            | Comp               | Pres               | Reti               | Comp        | Pres        | Reti        | Pres   | Reti   |        |
| --------------- | --------------- | --------------- | ---------- | ---------- | --------------- | --------------- | --------------- | ------------------ | ------------------ | ------------------ | ----------- | ----------- | ----------- | ------ | ------ | ------ |
| 2013-2014       | Željezničar     | BPL             | 1          | -0         | KBH             | 0               | -0              | -                  | -                  | -                  | -           | -           | -           | 1      | -0     |        |
| 2014-2015       | Željezničar     | BPL             | 1          | -1         | KBH             | 3               | -3              | -                  | -                  | -                  | -           | -           | -           | 4      | -4     |        |
| 2015-2016       | Željezničar     | BPL             | 11         | -6         | KBH             | 7               | -6              | UEL                | 0                  | -0                 | -           | -           | -           | 18     | -12    |        |
| 2016-2017       | Željezničar     | BPL             | 29         | -21        | KBH             | 4               | -6              | -                  | -                  | -                  | -           | -           | -           | 33     | -27    |        |
| 2017-2018       | Željezničar     | BPL             | 30         | -27;1      | KBH             | 7               | -2              | UEL                | 4                  | -4                 | -           | -           | -           | 41     | -38;1  |        |
| 2018-2019       | Željezničar     | BPL             | 23         | -24        | -               | -               | -               | UEL                | 4                  | -6                 | -           | -           | -           | 27     | -30    |        |
| Totale carriera | Totale carriera | Totale carriera | 95         | -79;1      |                 | 21              | -17             |                    | 8                  | -10                | -           | -           | -           | 124    | -106   |        |

## Palmarès

### Club

#### Competizioni nazionali
- Coppa di Bosnia: 1

Željezničar: 2017-2018